# Winsted (Minnesota)
Winsted é uma cidade localizada no estado americano de Minnesota, no Condado de McLeod.

## Demografia
Segundo o censo americano de 2000, a sua população era de 2094 habitantes.
Em 2006, foi estimada uma população de 2410, um aumento de 316 (15.1%).

## Geografia
De acordo com o United States Census Bureau tem uma área de
3,5 km², dos quais 3,5 km² cobertos por terra e 0,0 km² cobertos por água. Winsted localiza-se a aproximadamente 299 m acima do nível do mar.

## Localidades na vizinhança
O diagrama seguinte representa as localidades num raio de 16 km ao redor de Winsted.